# ميلدريد أوكوو
ميلدريد أوكوو (بالإنجليزية: Mildred Okwo)‏ (مواليد 28 أبريل)، هي مُخرجة ومُنتجة نيجيرية.

## وصلات خارجية
- ميلدريد أوكوو على موقع IMDb (الإنجليزية)
- ميلدريد أوكوو على موقع روتن توميتوز (الإنجليزية)
- ميلدريد أوكوو على موقع ألو سيني (الفرنسية)
- ميلدريد أوكوو على موقع أول موفي (الإنجليزية)
- ميلدريد أوكوو على موقع كينوبويسك (الروسية)